# ヴァシーリー・コソイ
ヴァシーリー・コソイあるいはヴァシーリー・ユーリエヴィチ (ロシア語: Василий Юрьевич Косой ;1401年頃 - 1448年) は、1421年からスヴェニゴロド公であり、1434年にはモスクワ大公を父親から継承した。

## 生涯
ヴァシーリー・コソイは、ユーリー・ドミトリエヴィチとスモレンスク公の娘のアナスタシアの息子だった。父ユーリーは兄ヴァシーリー1世の死後、その息子のヴァシーリー2世と王位継承戦争を初め、やがて継承権を放棄した。その後ユーリーはヴァシーリー2世の支配を受け入れたが、1433年に彼は反乱を始め、1434年の3月にヴァシーリー2世を破ってモスクワに入り大公であることを宣言した。この勝利の直後、彼は1434年7月に亡くなり、ヴァシーリー・コソイは父の後を継いでモスクワ大公になった。しかしヴァシーリー・コソイ支配を受け入れることを嫌った弟のドミトリー・シェミャーカは反乱を起こしヴァシーリー2世と同盟したため、1435年にヴァシーリー・コソイはモスクワから逃亡した。1436年5月14日にロストフ近くで再びヴァシーリー2世とヴァシーリー・コソイが衝突したが敗北してしまい投獄され、その後まもなく盲目にされた。